# 袁志伦
袁志伦（1964年—），重庆人，汉族，中华人民共和国政治人物、第十二届全国人民代表大会重庆地区代表。
毕业于成都科技大学热处理及金属材料。2013年，担任全国人大代表。